# IC 614
IC 614 ist eine spiralförmige Ringgalaxie vom Hubble-Typ (R)Sab? im Sternbild Sextant am Südsternhimmel, die etwa 451 Millionen Lichtjahre von der Milchstraße entfernt ist.
Entdeckt wurde das Objekt am 3. März 1893 vom französischen Astronomen Stéphane Javelle.